# وزارة حمدي الباجه جي الثانية
وزارة حمدي الباجه جي الثانية هي الحكومة العراقية الرابعة والثلاثون، خلفت هذه الوزارة وزارة حمدي الباجه جي الأولى.
تشكلت الوزارة في 29 آب 1944، واستمرت إلى كانون الثاني 1946، وتشكلت بعدها وزارة توفيق السويدي الثانية.

## التشكيلة الوزارية
تكونت الوزارة من الوزراء أدناه:
- رئيس الوزراء: حمدي الباجه جي
- وزير الدفاع: تحسين علي، استقال في أيلول 1944 فخلفه أرشد العمري حتى كانون الأول 1944 حيث عين إسماعيل نامق في المنصب
- وزير الخارجية: أرشد العمري حتى آب 1945، ثم حمدي الباجه جي بالوكالة
- وزير الداخلية: مصطفى العمري
- وزير المالية: صالح جبر
- وزير التموين: صالح جبر ثم يوسف غنيمة
- وزير العدلية: أحمد مختار بابان
- وزير الأشغال والمواصلات: عبد الأمير الأزري ثم تحسين علي
- وزير المعارف: إبراهيم عاكف الآلوسي
- وزير الاقتصاد: توفيق وهبي
- وزير الشؤون الاجتماعية: محمد حسن عبد القادر كبة ثم عبد المجيد علاوي